# Сибилла Саксен-Кобург-Готская
Сибилла Саксен-Кобург-Готская (нем. Sibylla von Sachsen-Coburg und Gotha; швед. Sibylla Calma Marie Alice Bathildis Feodora) (18 января 1908 — 28 января 1972) — принцесса Швеции, мать короля Карла XVI Густава.

## Биография
Сибилла Саксен-Кобург-Готская — дочь Карла Эдуарда, герцога Саксен-Кобург-Готского и Виктории Аделаиды Шлезвиг-Гольштейн. По отцу она была правнучкой Виктории, королевы Великобритании. Её дед, принц Леопольд — четвёртый сын королевы Виктории.
Родилась в городе Гота, Тюрингия, Германия. 19 октября 1932 года Сибилла Саксен-Кобург-Готская вышла замуж за принца Швеции Густава Адольфа, герцога Вестерботтенского. На протяжении её брака шведская пресса часто писала о том, что, подобно своему отцу, принцесса Сибилла поддерживала национал-социалистическую партию.
Она не стала королевой, так как её муж погиб в авиационной катастрофе в 1947 году, до начала правления своего отца Густава VI Адольфа. Наследником престола стал их сын Карл XVI Густав, внук Густава VI.

## Семья
У Сибиллы Саксен-Кобург-Готской и Принца Густава Адольфа было четыре дочери и один сын:
- принцесса Маргарет Дезире Виктория (род. 1934) — вышла замуж за простолюдина Джона Амблера (1924—2008), в браке с которым родилось трое детей;
- принцесса Биргитта Ингеборга Алиса (1937—2024) — вышла замуж за немецкого принца Иоганна Георга Гогенцоллерна (1932—2016), третьего сына Фридриха Гогенцоллерн-Зигмарингена и принцессы Маргариты Каролы Саксонской, в браке родилось трое детей;
- принцесса Дезире Елизавета Сибилла (род. 1938) — вышла замуж за шведского дворянина Нилса Августа Сильвершёльда (1934—2017), в браке с которым родилось трое детей;
- принцесса Кристина Луиза Елена (род. 1943) — вышла замуж за дипломата Торда Йёста Магнусона (род. 1941), в браке с которым родилось трое сыновей;
- король Карл XVI Густав Фольке Хубертус (род. 1946) — король Швеции с 1973 года, женат на Сильвии Ренате Зоммерлат, трое детей.